# Peter Harrold
Pour les articles homonymes, voir Harrold.
Peter Harrold (né le 8 juin 1983 à Kirtland Hills, dans l'État de l'Ohio aux États-Unis) est un joueur professionnel américain de hockey sur glace évoluant à la position de défenseur.

## Carrière
Joueur jamais retenu par une équipe lors d'un repêchage de la Ligue nationale de hockey, Peter Harrold rejoint en 2002 les Eagles de Boston College, club s'alignant dans la division Hockey East du championnat de la NCAA.
À sa sortie du collège en 2006, il signe un premier contrat professionnel. Acceptant l'offre des Kings de Los Angeles, il rejoint leur club affilié dans la Ligue américaine de hockey, les Monarchs de Manchester. Au cours de cette première saison, il obtient également la chance de disputer ses premières rencontres en LNH, prenant part à douze parties avec les Kings.
Après avoir partagé la saison 2007-2008 entre les Kings et les Monarchs, il obtient un poste permanent avec le grand club.
Au niveau international, il représente les États-Unis lors du championnat du monde de 2009.
Le 2 juillet 2015, il signe un contrat d'une saison de 800 000$ avec les Blues de Saint-Louis.

## Statistiques

### Statistiques en club
| Saison     | Équipe                   | Ligue      |     | Saison régulière | Saison régulière | Saison régulière | Saison régulière | Saison régulière |   | Séries éliminatoires | Séries éliminatoires | Séries éliminatoires | Séries éliminatoires | Séries éliminatoires |
| Saison     | Équipe                   | Ligue      | PJ  | B                | A                | Pts              | Pun              | PJ               | B | A                    | Pts                  | Pun                  |                      |                      |
| 1999-2000  | Barons Jr. de Cleveland  | NAHL       | 8   | 0                | 1                | 1                | 6                | -                | - | -                    | -                    | -                    |                      |                      |
| 2000-2001  | Barons Jr. de Cleveland  | NAHL       | 55  | 5                | 23               | 28               | 34               | -                | - | -                    | -                    | -                    |                      |                      |
| 2001-2002  | Barons Jr. de Cleveland  | NAHL       | 54  | 5                | 19               | 24               | 38               | -                | - | -                    | -                    | -                    |                      |                      |
| 2002-2003  | Eagles de Boston College | HE         | 39  | 1                | 11               | 12               | 20               | -                | - | -                    | -                    | -                    |                      |                      |
| 2003-2004  | Eagles de Boston College | HE         | 40  | 2                | 12               | 14               | 12               | -                | - | -                    | -                    | -                    |                      |                      |
| 2004-2005  | Eagles de Boston College | HE         | 35  | 4                | 10               | 14               | 22               | -                | - | -                    | -                    | -                    |                      |                      |
| 2005-2006  | Eagles de Boston College | HE         | 42  | 7                | 23               | 30               | 32               | -                | - | -                    | -                    | -                    |                      |                      |
| 2006-2007  | Kings de Los Angeles     | LNH        | 12  | 0                | 2                | 2                | 8                | -                | - | -                    | -                    | -                    |                      |                      |
| 2006-2007  | Monarchs de Manchester   | LAH        | 62  | 7                | 27               | 34               | 43               | 16               | 3 | 8                    | 11                   | 18                   |                      |                      |
| 2007-2008  | Kings de Los Angeles     | LNH        | 25  | 2                | 3                | 5                | 2                | -                | - | -                    | -                    | -                    |                      |                      |
| 2007-2008  | Monarchs de Manchester   | LAH        | 49  | 7                | 36               | 43               | 25               | 4                | 0 | 1                    | 1                    | 4                    |                      |                      |
| 2008-2009  | Kings de Los Angeles     | LNH        | 69  | 4                | 8                | 12               | 28               | -                | - | -                    | -                    | -                    |                      |                      |
| 2009-2010  | Kings de Los Angeles     | LNH        | 39  | 1                | 2                | 3                | 8                | 2                | 0 | 0                    | 0                    | 0                    |                      |                      |
| 2010-2011  | Kings de Los Angeles     | LNH        | 19  | 1                | 3                | 4                | 4                | -                | - | -                    | -                    | -                    |                      |                      |
| 2011-2012  | Devils d'Albany          | LAH        | 61  | 5                | 21               | 26               | 36               | -                | - | -                    | -                    | -                    |                      |                      |
| 2011-2012  | Devils du New Jersey     | LNH        | 11  | 0                | 2                | 2                | 0                | 17               | 0 | 4                    | 4                    | 6                    |                      |                      |
| 2012-2013  | Devils du New Jersey     | LNH        | 23  | 2                | 3                | 5                | 6                | -                | - | -                    | -                    | -                    |                      |                      |
| 2013-2014  | Devils du New Jersey     | LNH        | 33  | 0                | 4                | 4                | 14               | -                | - | -                    | -                    | -                    |                      |                      |
| 2014-2015  | Devils du New Jersey     | LNH        | 43  | 3                | 2                | 5                | 4                | -                | - | -                    | -                    | -                    |                      |                      |
| 2014-2015  | Devils d'Albany          | LAH        | 13  | 1                | 1                | 2                | 10               | -                | - | -                    | -                    | -                    |                      |                      |
| 2015-2016  | Wolves de Chicago        | LAH        | 70  | 1                | 23               | 24               | 24               | -                | - | -                    | -                    | -                    |                      |                      |
| Totaux LNH | Totaux LNH               | Totaux LNH | 274 | 13               | 29               | 42               | 74               | 19               | 0 | 4                    | 4                    | 6                    |                      |                      |

### Statistiques en équipe nationale
| Année | Équipe     | Compétition          |   | PJ | B | A | Pts | Pun      |  | Résultat |
| 2009  | États-Unis | Championnat du monde | 3 | 0  | 0 | 0 | 0   | 4e place |  |          |

## Honneurs et trophées
- Hockey East
  - Nommé dans la première équipe d'étoiles en 2006.
- NCAA
  - Nommé dans la première équipe d'étoiles de l'est des États-Unis en 2006.

## Transaction en carrière
- 12 avril 2006 : signe à titre d'agent libre avec les Kings de Los Angeles.
- 13 août 2011 : signe à titre d'agent libre avec les Devils du New Jersey.